# Vùng kinh tế Trung tâm
Vùng Kinh tế Trung tâm là một trong 12 vùng kinh tế của Liên bang Nga. Đây là vùng có ngành sản xuất phát triển nhất cả nước. Điều này là do sự phát triển lịch sử, vị trí kinh tế và địa lý thuận lợi, sự hiện diện của người tiêu dùng và lao động có trình độ.
Vùng kinh tế trung tâm có vị trí địa lý, kinh tế khá thuận lợi nhưng không có trữ lượng đáng kể về nhiên liệu, nguyên liệu. Nó nằm ở giao lộ của đường thủy và đường bộ, nơi luôn góp phần gắn kết các vùng đất rộng lớn của Nga, phát triển thương mại và các loại hình quan hệ kinh tế khác. Đường thủy là sông Volga và các nhánh của nó. Các nền tảng văn hóa, đạo đức, kinh tế, chính trị và hành chính của nhà nước Nga tập trung đã được hình thành trong lịch sử trong khu vực. Các ngành chuyên môn chính là: kỹ thuật vận tải, kỹ thuật điện, công nghiệp vô tuyến điện tử, ánh sáng (chủ yếu là dệt may), thực phẩm, công nghiệp hóa chất, cũng như sản xuất vật liệu xây dựng. Nông nghiệp ngoại ô (trồng rau, trồng khoai tây, trồng cây lanh, chăn nuôi bò sữa). Tài nguyên thiên nhiên chủ yếu có tầm quan trọng trong khu vực. Các khoáng chất sau được khai thác: phốt pho, than bùn, than nâu, đá vôi.
Diện tích: 486,0 nghìn km2, chiếm khoảng 2,8% lãnh thổ cả nước, bao gồm các chủ thể liên bang:
- Tỉnh Bryansk
- Tỉnh Ivanovo
- Tỉnh Kaluga
- Tỉnh Kostroma
- Tỉnh Moskva
- Tỉnh Oryol
- Tỉnh Ryazan
- Tỉnh Smolensk
- Tỉnh Tula
- Tỉnh Tver
- Tỉnh Vladimir
- Tỉnh Yaroslavl
- Thủ đô Moskva

Vùng kinh tế Trung tâm cùng với Vùng kinh tế Đất Đen Trung tâm nằm trong Vùng liên bang Trung tâm.